# Huaso Filomeno
Roger Alexis Jara Norambuena (Victoria, Chile), más conocido por el nombre de su personaje El Huaso Filomeno, es un humorista chileno.

## Biografía
Nació en Victoria, comuna de la región de La Araucanía. Publicista de profesión, inició su carrera humorística en el año 2001, trabajando como payaso para cumpleaños y otros eventos, así como en el circo. Saltó a la fama con su aparición en el programa de humor Coliseo Romano, del canal de televisión Mega, en 2011.
El personaje de "El Huaso Filomeno" se basa en el huaso típico del sur. Su humor se caracteriza por la picardía, la anécdota campesina y el uso de la música, retratando la idiosincrasia del campo chileno. Para la construcción del personaje, Jara se inspiró en "El Clavel", de Ernesto Cancino y "Carmelo" de Daniel Muñoz, así como en su propio abuelo, y su vestimenta está basada en el mameluco utilizado por los antiguos trabajadores ferroviarios para palear el carbón.
Se ha presentado en el Festival de Dichato 2012, así como en el Festival del Huaso de Olmué 2013, 2014 y 2020. Formó parte de los invitados al Festival de la Canción de Viña del Mar de 2015, en el que ganó la Gaviota de Plata y la de Oro por su rutina humorística.
Durante la pandemia de COVID-19, Jara se tuvo que reinventar para seguir generando ingresos, por lo que se enfocó en el trabajo de su propia sanguchería, la que había creado antes de la cuarentena, en 2017, localizada en su natal Victoria.
Está casado con Ivonne, con quien tuvo una hija, Isidora.[cita requerida]

## Controversias
En los meses posteriores al estallido social, a inicios de 2020, el Huaso Filomeno fue blanco de críticas debido al contenido machista en algunos de sus chistes, en particular los que aparecieron en su rutina en el Festival del Huaso de Olmué de ese año. Incluso llegó a ser agredido con piedras en uno de sus shows en Chillán, cuando un grupo de manifestantes se acercó al escenario. Después de los hechos, Jara hizo un mea culpa y pidió disculpas a quienes se sintieron ofendidos con su humor, prometiendo cambiar el contenido de su rutina.